# François Ozon
François Ozon (Parigi, 15 novembre 1967) è un regista e sceneggiatore francese.
I film di Ozon sono caratterizzati da bellezza estetica, tagliente umorismo satirico e una visione schietta della sessualità umana. I temi ricorrenti nei suoi film sono l'identità sessuale, l'amicizia, le diverse percezioni della realtà, l'impermanenza e la morte.

## Biografia
Nato e cresciuto a Parigi, figlio di René Ozon, professore di biologia, e Anne-Marie Ozon, insegnante, ha un fratello, Guillaume, e una sorella di nome Julie. 
Ozon è dichiaratamente gay.
Da giovane inizia a lavorare come modello, ma ben presto si appassiona alla settima arte, si laurea in storia del cinema nel 1993 alla scuola di cinema La Fémis, in quegli anni inizia a realizzare un elevato numero di cortometraggi, fino al 1998, quando debutta con il suo primo lungometraggio. Sitcom, film da toni grotteschi, lo pone all'attenzione come uno dei più interessanti tra i nuovi autori del cinema francese. La sua fama si consolida grazie a pellicole come Amanti criminali e Gocce d'acqua su pietre roventi, quest'ultima basata su un'opera scritta da Rainer Werner Fassbinder dal titolo Tropfen auf heisse Steine.
Nel 2000 dirige Sotto la sabbia, primo film della cosiddetta Trilogia del Lutto, che continua nel 2005 con la pellicola Il tempo che resta e si conclude nel 2009 con Il rifugio. Ma il successo internazionale arriva nel 2002 con 8 donne e un mistero, dove raduna diverse generazioni di attrici francesi, tra cui Catherine Deneuve, Fanny Ardant, Isabelle Huppert, Emmanuelle Béart, Virginie Ledoyen, e grazie ad una miscela di diversi generi, che vanno dalla commedia, passando al giallo e al musical, fino al melodramma, Ozon confeziona uno dei suoi film più noti al grande pubblico.
Nel 2007 dirige Angel - La vita, il romanzo, prima produzione girata in lingua inglese, pellicola dalle ambientazione ottocentesche in cui affida il ruolo da protagonista all'attrice britannica Romola Garai. Nel 2009, invece, dirige la fiaba Ricky - Una storia d'amore e libertà, presentato alla 59ª edizione del Festival di Berlino. Nel 2010 torna a dirigere Catherine Deneuve in Potiche - La bella statuina con Gérard Depardieu e Fabrice Luchini: il film, candidato al Premio Magritte per il miglior film straniero in coproduzione, viene presentato alla 67ª Mostra internazionale d'arte cinematografica di Venezia.

## Filmografia

### Lungometraggi
- Sitcom (1998)
- Amanti criminali (Les Amants criminels) (1999)
- Sotto la sabbia (Sous le sable) (2000)
- Gocce d'acqua su pietre roventi (Gouttes d'eau sur pierres brûlantes) (2000)
- 8 donne e un mistero (8 Femmes) (2002)
- Swimming Pool (2003)
- CinquePerDue - Frammenti di vita amorosa (5x2 - Cinq fois deux) (2004)
- Il tempo che resta (Le temps qui reste) (2005)
- Angel - La vita, il romanzo (Angel) (2007)
- Ricky - Una storia d'amore e libertà (Ricky) (2009)
- Il rifugio (Le Refuge) (2009)
- Potiche - La bella statuina (Potiche) (2010)
- Nella casa (Dans la maison) (2012)
- Giovane e bella (Jeune et Jolie) (2013)
- Una nuova amica (Une nouvelle amie) (2014)
- Frantz (2016)
- Doppio amore (L'Amant double) (2017)
- Grazie a Dio (Grâce à Dieu) (2019)
- Estate '85 (Été 85) (2020)
- È andato tutto bene (Tout s'est bien passé) (2021)
- Peter von Kant (2022)
- Mon Crime - La colpevole sono io (Mon Crime) (2023)
- Sotto le foglie (Quand vient l'automne) (2024)
- Lo straniero (L'étranger) (2025)

### Mediometraggi
- Jospin s'éclaire (1995) - Documentario
- Regarde la mer (1997)
- Un lever de rideau (2006)

### Cortometraggi
- Une goutte de sang (1991)
- Peau contre peau (les risques inutiles) (1991) - Documentario
- Le trou madame (1991) - Documentario
- Deux plus un (1991)
- Thomas reconstitué (1992)
- Victor (1993)
- Une rose entre nous (1994)
- Action vérité (1994)
- La petite mort (1995)
- Une robe d'été (1996)
- Scènes de lit (1997)
- x 2000 (1998)

## Riconoscimenti
- Festival di Cannes

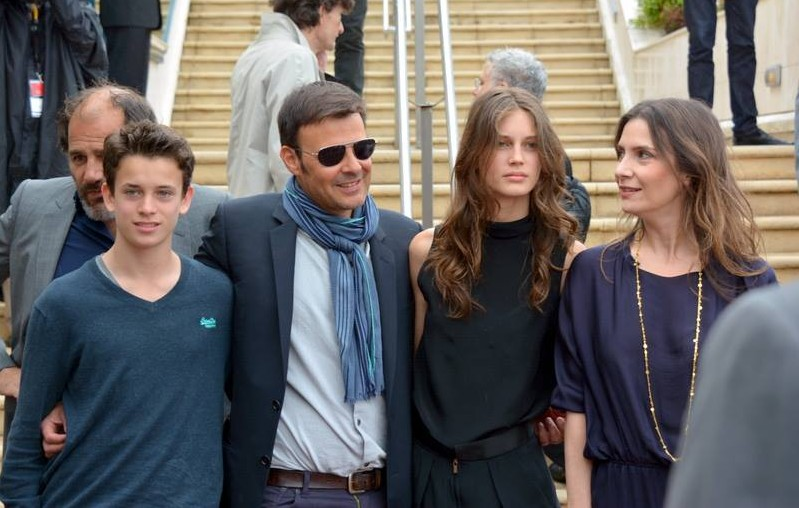
A Cannes nel 2013, con il cast di Giovane e bella.

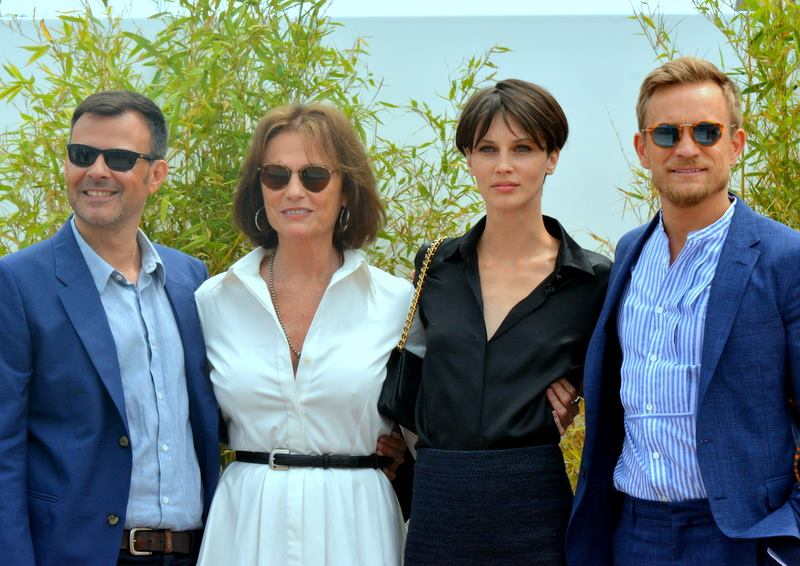
A Cannes nel 2017, con il cast di Doppio amore.

  - 2003 – Candidatura alla Palma d'oro per Swimming Pool
  - 2005 – Candidatura al Premio Un Certain Regard per Il tempo che resta
  - 2013 – Candidatura alla Palma d'oro per Giovane e bella
  - 2017 – Candidatura alla Palma d'oro per Doppio amore

- Mostra internazionale d'arte cinematografica di Venezia
  - 2004 – Candidatura al Leone d'oro per CinquePerDue – Frammenti di vita amorosa
  - 2010 – Candidatura al Leone d'oro per Potiche – La bella statuina
  - 2010 – Candidatura al Queer Lion per Potiche – La bella statuina
  - 2016 – Candidatura al Leone d'oro per Frantz
  - 2025 – Candidatura al Leone d'oro per L'étranger

- Festival internazionale del cinema di Berlino
  - 2000 – Teddy Award per il miglior lungometraggio per Gocce d'acqua su pietre roventi
  - 2000 – Candidatura all'Orso d'oro per Gocce d'acqua su pietre roventi
  - 2002 – Premio dei lettori del Berliner Mongerpost per 8 donne e un mistero
  - 2002 – Candidatura all'Orso d'oro per 8 donne e un mistero
  - 2007 – Candidatura all'Orso d'oro per Angel – La vita, il romanzo
  - 2009 – Candidatura all'Orso d'oro per Ricky – Una storia d'amore e libertà
  - 2019 – Orso d'argento, gran premio della giuria per Grazie a Dio
  - 2019 – Candidatura all'Orso d'oro per Grazie a Dio

- BAFTA Awards
  - 2012 – Candidatura per il miglior film non in lingua inglese per Potiche – La bella statuina

- Premio César
  - 1997 – Candidatura per il miglior cortometraggio per Une robe d'été
  - 2002 – Candidatura per il miglior film per Sotto la sabbia
  - 2002 – Candidatura per il miglior regista per Sotto la sabbia
  - 2003 – Candidatura per il miglior film per 8 donne e un mistero
  - 2003 – Candidatura per il miglior regista per 8 donne e un mistero
  - 2003 – Candidatura per la migliore sceneggiatura originale o adattamento per 8 donne e un mistero (condivisa con Marina de Van)
  - 2011 – Candidatura per il miglior adattamento per Potiche – La bella statuina
  - 2013 – Candidatura per il miglior film per Nella casa (condivisa con i produttori Eric e Nicolas Altmayer)
  - 2013 – Candidatura per il miglior regista per Nella casa
  - 2013 – Candidatura per il miglior adattamento per Nella casa
  - 2017 – Candidatura per il miglior film per Frantz (condivisa con i produttori Eric e Nicolas Altmayer)
  - 2017 – Candidatura per il miglior regista per Frantz
  - 2017 – Candidatura per il miglior adattamento per Frantz

- European Film Awards
  - 2001 – Candidatura per il miglior regista per Sotto la sabbia
  - 2002 – Candidatura per la miglior sceneggiatura per 8 donne e un mistero
  - 2002 – Candidatura al premio del pubblico per il miglior regista europeo per 8 donne e un mistero
  - 2003 – Candidatura al premio del pubblico per il miglior regista europeo per Swimming Pool
  - 2011 – Candidatura al premio del pubblico al miglior film europeo per Potiche – La bella statuina
  - 2013 – Miglior sceneggiatura per Nella casa
  - 2013 – Candidatura per il miglior regista per Nella casa
  - 2017 – Candidatura per la miglior sceneggiatura per Frantz
  - 2017 – Candidatura al premio del pubblico al miglior film europeo per Frantz

- Festival internazionale del cinema di San Sebastián
  - 2000 – Candidatura alla Concha de Oro per Sotto la sabbia
  - 2009 – Premio speciale della giuria per Il rifugio
  - 2009 – Candidatura alla Concha de Oro per Il rifugio
  - 2012 – Concha de Oro per Nella casa
  - 2012 – Premio della giuria per la miglior sceneggiatura per Nella casa
  - 2013 – Premio TVE Otra Mirada per Giovane e bella
  - 2014 – Premio Sebastiane per il miglior film per Una nuova amica
  - 2014 – Candidatura alla Concha de Oro per Una nuova amica

- Chicago International Film Festival
  - 1999 – Candidatura al Gold Hugo per il miglior cortometraggio per X2000
  - 2009 – Candidatura al Gold Hugo per il miglior lungometraggio per Ricky – Una storia d'amore e libertà

- Outfest
  - 1997 – Premio del pubblico per il miglior cortometraggio per Une robe d'été
  - 2000 – Gran premio della giuria per il miglior lungometraggio straniero per Amanti criminali

- Globes de Cristal Awards
  - 2011 – Candidatura per il miglior film per Potiche – La bella statuina
  - 2017 – Candidatura per il miglior film per Frantz

- BFI London Film Festival
  - 2012 – Candidatura per il miglior film per Nella casa
  - 2014 – Candidatura per il miglior film per Una nuova amica
  - 2016 – Candidatura per il miglior film per Frantz

- Premio Lumière
  - 2003 – Miglior regista per 8 donne e un mistero
  - 2017 – Candidatura per la migliore sceneggiatura per Frantz

- Premio Louis-Delluc
  - 2016 – Candidatura per il miglior film per Frantz
  - 2019 – Candidatura per il miglior film per Grazie a Dio

- Festival del cinema di Stoccolma
  - 1998 – Candidatura al Cavallo di bronzo per Sitcom – La famiglia è simpatica
  - 2019 – Premio FIPRESCI per Grazie a Dio

- Sitges - Festival internazionale del cinema fantastico della Catalogna
  - 1998 – Candidatura per il miglior film per Sitcom – La famiglia è simpatica
  - 1999 – Miglior sceneggiatura per Amanti criminali
  - 1999 – Candidatura per il miglior film per Amanti criminali

- Brest European Short Film Festival
  - 1996 – French Grand Prix per Une robe d'été (ex aequo con Tout doit disparaître di Philippe Muyl)

- Syndicat Français de la Critique de Cinéma
  - 1996 – Premio della critica per il miglior cortometraggio per Action vérité (ex aequo con Le p'tit bal di Philippe Decouflé)

- Avignon Film Festival
  - 1998 – Prix Panavision per Scènes de lit

- Festival international du court métrage de Clermont-Ferrand
  - 1999 – Menzione speciale della giuria per X2000

- Festival internazionale del cortometraggio di Oberhausen
  - 1999 – Premio Interfilm per X2000

- Tokyo International Film Festival
  - 1999 – Candidatura al Tokyo Grand Prix per Amanti criminali

- Seattle International Film Festival
  - 1999 – Emerging Masters Showcase Award

- Ourense Independent Film Festival
  - 1999 – Premio della giuria per il miglior cortometraggio per X2000

- New York's LGBT Film Festival
  - 2000 – Miglior lungometraggio per Gocce d'acqua su pietre roventi

- World Film Festival of Bangkok
  - 2003 – Miglior film per Swimming Pool

- Premio Chlotrudis
  - 2003 – Candidatura per la miglior sceneggiatura adattata per 8 donne e un mistero (condivisa con Marina de Van)

- Filmfest Hamburg
  - 2004 – Premio Douglas Sirk

- Semana Internacional de Cine de Valladolid
  - 2005 – Espiga de plata per Il tempo che resta
  - 2005 – Candidatura alla Espiga de oro per Il tempo che resta

- San Francisco International LGBT Film Festival
  - 2006 – Frameline Award

- Cinemanila International Film Festival
  - 2009 – Candidatura al Lino Brocka Award per Ricky – Una storia d'amore e libertà

- Nastro d'argento
  - 2011 – Candidatura per il regista del miglior film europeo per Potiche – La bella statuina

- Festival internazionale del cinema di Abu Dhabi
  - 2012 – Candidatura al Black Pearl Award per il miglior lungometraggio narrativo per Nella casa

- Tallinn Black Nights Film Festival
  - 2012 – Candidatura al Lupo d'oro per Nella casa

- Premio Magritte
  - 2012 – Candidatura per la miglior coproduzione straniera per Potiche – La bella statuina

- Toronto International Film Festival
  - 2012 – Premio FIPRESCI, presentazione speciale per Nella casa

- Cinema Writers Circle Awards
  - 2013 – Candidatura per il miglior film straniero per Nella casa

- RiverRun International Film Festival
  - 2013 – Premio della giuria per il miglior lungometraggio narrativo per Nella casa
  - 2013 – Miglior sceneggiatura per Nella casa

- Sant Jordi Awards
  - 2013 – Miglior film straniero per Nella casa

- Online Film Critics Society Awards
  - 2013 – Candidatura per la miglior sceneggiatura adattata per Nella casa (condivisa con Juan Mayorga)

- Premio Goya
  - 2013 – Candidatura per il miglior film europeo per Nella casa

- Condor d'argento
  - 2016 – Candidatura per il miglior film straniero per Giovane e bella

- Seattle Film Critics Awards
  - 2017 – Candidatura per il miglior film in lingua straniera per Frantz

- Sedona International Film Festival
  - 2017 – Premio Director's Choice per il miglior lungometraggio per Frantz

- Jerusalem Film Festival
  - 2017 – Candidatura al Wilf Family Foundation Award per il miglior film internazionale per Doppio amore

- Gasparilla International Film Festival
  - 2017 – Gran premio della giuria per Frantz

- Premio Robert
  - 2018 – Candidatura per il miglior film straniero non statunitense per Frantz

- Premio Bodil
  - 2018 – Candidatura per il miglior film straniero non statunitense per Frantz